# Шиш Анатолій Олександрович
Шиш Анатолій Олександрович (1 січня 1939, Бахмач — 25 липня 1999, Чернігів) — український лікар-хірург, заслужений лікар України, завідувач хірургічного відділення Чернігівської обласної дитячої лікарні (1973—1999), один із фундаторів дитячої хірургії на Чернігівщині.

## Біографія
Народився в місті Бахмач на Чернігівщині. У школу пішов у с. Курінь, Бахмацького району. У 1956 році став студентом Київського медичного інституту ім. акад. О.О. Богомольця. Під час навчання працював середнім медичним працівником в лікувальних закладах м. Києва. 
Після отримання медичної освіти працював лікарем у селі Велика Загорівка Борзнянського району.
З 1962 року працював лікарем-хірургом Чернігівської міської дитячої лікарні. Співпрацював із засновником дитячої хірургії області Віктором Бреєм. Після переїзду Віктора Петровича до Києва Анатолій Шиш у 1973 році очолює хірургічне відділення лікарні.
За час його роботи завідувачем хірургічного відділення сприяв розвитку дитячої хірургії на Чернігівщині. Так, якщо в 1955 році у відділенні щороку робили 150—200 операцій, то у 2000 — вже більше тисячі.
У 1999 році Анатолій Олександрович тяжко захворів, інфікувавшись гепатитом від пацієнта.

## Нагороди
У 1982 році присвоєно звання Заслужений лікар Української Радянської Соціалістичної Республіки.
Мав почесне звання "Відмінник охорони здоров'я УРСР".
Нагороджений медаллю «За доблесну працю» та Почесними грамотами Міністерства охорони здоров’я України.

## Вшанування
19 січня 2007 року у Чернігові відкрита меморіальна дошка по вулиці Щорса, 13, де жив відомий хірург. На відкритті пам’ятної дошки був присутній мер міста Чернігова Соколов Олександр.

## Цікавий факт
Зробив унікальну операцію, видаливши з тіла немовляти зародок іншої дитини.